# Peștera Pietrarului
Peștera Pietrarului (sau Cubleș), din Munții Pădurea Craiului, este printre primele peșteri din țară ce au prezentat interes pentru cercetători și turiști.

## Localizare
Intrarea se găsește în versantul stîng al văii Blaju afluent de drepta al văii Vida, înainte de confluența cu valea Cubleș. La baza versantului se găsește un important izvor,  iar cu ≈20 m deasupra intrarea.

## Descriere
Ea a fost vizitată, conform iscăliturilor de pe pereți, încă din secolul al XIX-lea. A fost prima peșteră din țară protejată cu o poartă, ruine ale zidului stăjuind și azi intrarea.
Curînd după intrare se despart două galerii, în medie de cîte 10 m lățime și 100 m lungime. Ele sunt ”împodobite” cu diferite formațiuni și se termină cu mici ramificații. Lungimea totală a peșterii este de ≈350 m. Diferiți indici arată că peștera s-a format sub acțiunea pierderilor de apă de pe Cubleș, ape ce azi ies prin izvorul mai sus amintit.